# 似頭孔無鬚魮
似頭孔無鬚魮（学名：Poropuntius hampaloides）是輻鰭魚綱鯉形目鯉科頭孔無鬚魮屬的其中一個種，分布於亞洲薩爾溫江與眉隆流域，棲息在中底層水域。